# Agama paragama
Agama paragama är en ödleart som beskrevs av  Alice G.C. Grandison 1968. Agama paragama ingår i släktet Agama och familjen agamer.

## Underarter
Arten delas in i följande underarter:
- A. p. paragama
- A. p. sylvanus